# Boeing 747
De Boeing 747, vaak Jumbo Jet genoemd, is een viermotorig passagiers- en vrachtvliegtuig van de Amerikaanse fabrikant Boeing. Het is een van de meest herkenbare vliegtuigen en tevens de eerste widebody. Het eerste model van de 747 kon tweeënhalf keer zo veel passagiers vervoeren als de in de jaren zestig populaire Boeing 707. Op 5 november 2022 werd bekend dat de assemblage en productielijn van de Boeing 747 in Seattle wordt ontmanteld. Vanaf de eerste commerciële vlucht in 1970 tot de introductie van de Airbus A380 in 2007 was de 747 het grootste passagiersvliegtuig ter wereld.

## Algemeen
De 747 heeft over een gedeelte van de romp twee dekken. De cockpit werd door Boeing boven het hoofddek geplaatst om extra ruimte te creëren voor een eerste klas lounge of (zoals vandaag de dag gebruikelijk is) extra stoelen. Daarnaast bood het de mogelijkheid om een passagiersvliegtuig om te bouwen tot vrachtvliegtuig door de stoelen te verwijderen en een vrachtdeur in de neus te plaatsen. Boeing ging er namelijk van uit dat supersonische vliegtuigen de 747 en andere subsonische passagiersvliegtuigen overbodig zouden maken, terwijl de vraag naar subsonische vrachtvliegtuigen zou aanhouden. Aanvankelijk werd verondersteld dat er maar 400 vliegtuigen zouden worden verkocht. Het liep anders: eind september 2016 waren er 1.527 Boeing 747's gebouwd, met nog 15 orders voor de 747-8.
De 747-400, de meest gebruikte passagiersvariant, is een van de snelste lijnvliegtuigen met een subsonische kruissnelheid van mach 0,83-0,86. Het toestel heeft een (intercontinentaal) vliegbereik van 7.260 zeemijlen (13.450 km). Het kan in een standaarduitvoering met drie klassen 416 passagiers vervoeren, met twee klassen 524 passagiers en 660 passagiers in een krappe eenklasse-uitvoering. De nieuwste versie, de 747-8, was van 2011 tot en met 2022 in productie. Levering van de vrachtversie (747-8F) aan Cargolux begon in oktober 2011; levering van de passagiersversie (747-8I) aan Lufthansa in mei 2012.

## Geschiedenis

### Achtergrond

Europese projectie van Boeing 747-400

In 1963 begon de Amerikaanse luchtmacht aan een serie studies naar extreem grote transportvliegtuigen. Hoewel de Lockheed C-141 Starlifter net was geïntroduceerd, geloofde men dat een veel groter en veelzijdiger vliegtuig nodig was. Vooral de mogelijkheid om vracht, die niet in bestaande vliegtuigen paste, te kunnen vervoeren, werd belangrijk gevonden. Op basis van deze studies werd in maart 1964 een programma van eisen opgesteld voor het CX-Heavy Logistics System (CX-HLS). Het vliegtuig zou minimaal 52.200 kg moeten kunnen vervoeren met een snelheid van mach 0,75 (805 km/h) over een afstand van 9.260 km. De totale vrachtcapaciteit moest minimaal 81.600 kg bedragen. Het vrachtruim moest minstens 5,18 m breed, 13,5 m hoog en 30,5 m lang zijn, met toegangsdeuren aan voor- en achterkant. De aandrijving moest door middel van maximaal vier motoren gebeuren.
Op 18 mei 1964 ontving de luchtmacht ontwerpvoorstellen voor een frame van Boeing, Douglas, General Dynamics, Lockheed en Martin Marietta. Voorstellen voor de motoren werden geleverd door General Electric, Curtiss-Wright en Pratt & Whitney. Na een schifting mochten Boeing, Douglas, General Electric, Lockheed en Pratt & Whitney hun voorstellen verder uitwerken.
De drie framevoorstellen kwamen op een aantal punten overeen. Omdat de CX-HLS via de voorkant moest kunnen worden geladen moest er een deur komen op de plek waar normaal gesproken de cockpit zat. In alle voorstellen werd dit probleem opgelost door de cockpit boven het vrachtruim te plaatsen. Douglas' ontwerp had een kleine uitstulping op de romp, vlak voor en boven de vleugels. Lockheed dacht aan een lange "ruggengraat" over de volledige lengte van het vliegtuig, waar de vleugel doorheen zou steken. Boeing combineerde de twee ideeën tot een uitstulping van de neus tot vlak achter de vleugel.
In 1965 werden de ontwerpen van Lockheed en General Electric uitgekozen, waarna de bouw van de C-5 Galaxy begon, het grootste militaire vliegtuig ter wereld.

### Passagiersvliegtuig
Nog vóór het CX-HLS-ontwerp van Boeing werd afgewezen, drong Juan Trippe, directeur van Pan American World Airways (Pan Am), aan op een passagiersvliegtuig dat twee keer zo groot zou zijn als de Boeing 707. De populariteit van luchttransport nam in de jaren zestig enorm toe. Trippe zag een groot vliegtuig als de oplossing voor de almaar drukker wordende vliegvelden.
In 1965 startte Boeing een studie naar het ontwerpen van een nieuw passagiersvliegtuig. Pan Am en andere maatschappijen werden bij de studie betrokken, om een beter beeld van hun wensen en eisen te krijgen. Algemeen werd aangenomen dat de 747 uiteindelijk zou worden opgevolgd door supersonische vliegtuigen. Boeing speelde hierop in door de 747 zo te ontwerpen dat hij makkelijk kon worden verbouwd tot vrachtvliegtuig.
In april 1966 bestelde Pan Am voor 525 miljoen Amerikaanse dollar vijfentwintig 747-100-vliegtuigen. Als eerste gebruiker en vanwege de vroege betrokkenheid bij de ontwikkeling had Pan Am een ongeëvenaarde invloed op het ontwerp van de 747.

### Ontwerpuitdagingen

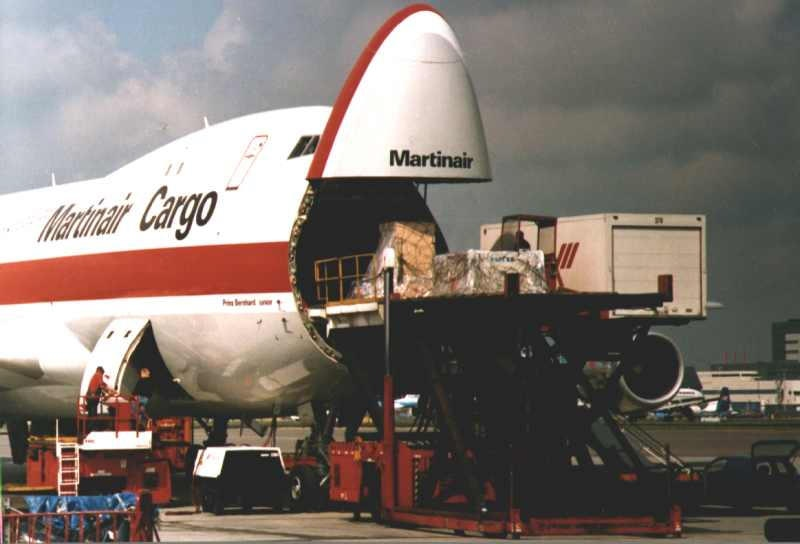
Een Boeing 747-200F van Martinair Cargo met geopende vrachtdeur.

Uiteindelijk werd Boeings CX-HLS ontwerp niet gebruikt voor de 747, hoewel delen ervan wel van invloed waren op het ontwerp. Het oorspronkelijke ontwerp had over de volle lengte twee passagiersdekken. Op het onderste dek stonden acht stoelen op een rij, op het bovenste dek zeven. Beide dekken hadden twee gangpaden. Men was echter bezorgd over de evacuatieroutes en beperkte ruimte voor vracht, waardoor dit ontwerp begin 1966 werd verworpen. Een nieuw ontwerp had maar één, breder dek. De cockpit werd op een kort bovendek geplaatst, zodat er in de neus plaats was voor een vrachtdeur. De kleine ruimte achter de cockpit zou als lounge gebruikt kunnen worden, waar passagiers tijdens de vlucht konden vertoeven.
Een van de belangrijkste technologische ontwikkelingen die het mogelijk maakte om een vliegtuig met het formaat van de 747 te maken was de high-bypass turbofan. Deze nieuwe technologie zou twee keer zoveel vermogen kunnen leveren, terwijl het brandstofverbruik met een derde omlaag ging. General Electric pionierde het concept, maar was druk bezig met het ontwikkelen van de motor voor de C-5 Galaxy en liet de commerciële markt aanvankelijk links liggen. Pratt & Whitney was met hetzelfde principe aan het werken. Eind 1966 sloten Boeing, Pan Am en Pratt & Whitney een overeenkomst om een nieuwe motor te ontwikkelen voor de 747, de JT9D.
Bij het hele project werd gewerkt volgens de foutenboomanalyse, een destijds nieuwe methode waarbij het effect van het falen van een enkel onderdeel op andere systeem bestudeerd kan worden. Om te allen tijde te kunnen garanderen dat de 747 bestuurbaar zou blijven, kreeg het ontwerp structurele redundantie, redundante hydraulische systemen, een viervoudig hoofdlandingsgestel en dubbele stuurvlakken. Ook werden de meest geavanceerde welvingskleppen gebruikt zodat het vliegtuig vanaf bestaande vliegvelden zou kunnen opstijgen. Als de complexe driedelige welvingskleppen aan de achterkant van de vleugel volledig zijn uitgeklapt, vergroten ze het vleugeloppervlak met 21% en de liftkracht met 90%.
Boeing ging ermee akkoord om de eerste 747 aan Pan Am te leveren in het najaar van 1969. Dit betekende dat het vliegtuig in 28 maanden verder moest worden ontworpen en gebouwd, twee derde van de normale ontwikkelingstijd. De ontwikkelingskosten tussen december 1965 en januari 1970 bedroegen ongeveer 1,2 miljard dollar. Het was zo'n technische en financiële uitdaging dat het voortbestaan van Boeing letterlijk op het spel stond.

### Fabriek

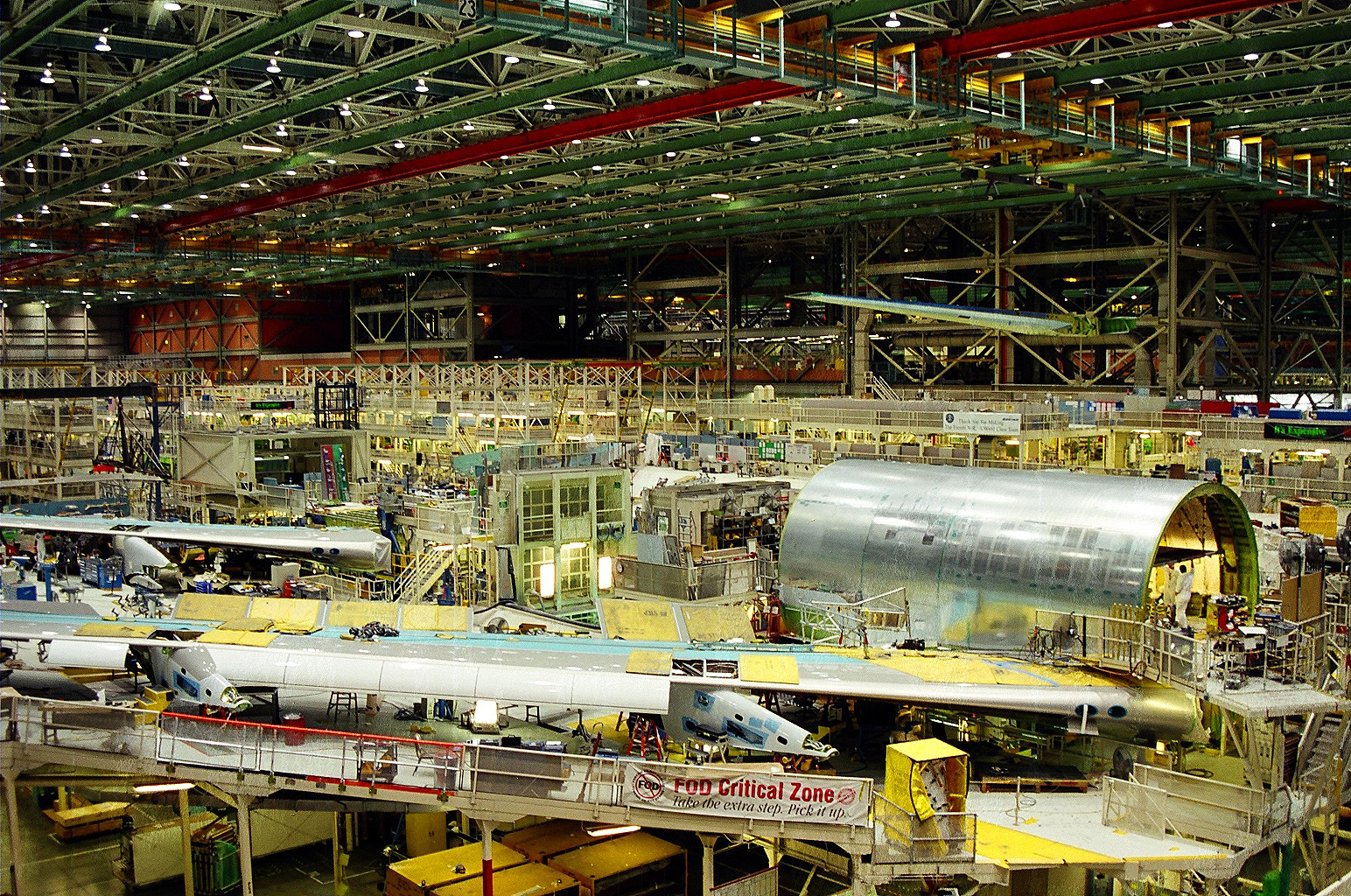
De assemblagehal in Everett

Omdat de bestaande fabrieken van Boeing niet groot genoeg waren voor het bouwen van de 747 werd besloten om een nieuwe fabriek te bouwen. Locaties in circa 50 steden werden bekeken, voordat de keuze op een terrein naast de militaire basis op Paine Field nabij Everett, Washington viel. Het terrein, met een oppervlakte van 3,2 km², werd in juni 1966 gekocht.
Niet alleen het ontwerpen van de 747 was een grote opgave, het bouwen van de assemblagefaciliteiten was dat ook. Om het terrein te egaliseren werd meer dan drie miljoen kubieke meter aarde verplaatst. De fabriek is naar volume het grootste gebouw ooit gebouwd. In de loop der tijd is het flink uitgebreid voor het bouwen van andere widebody-vliegtuigen.

### Ontwikkeling en tests
Voordat de eerste 747 voltooid was, begon men al met het testen van de vele onderdelen en systemen. Een belangrijke test was het evacueren van 560 vrijwilligers uit een model van de cabine. De eerste evacuatie duurde tweeënhalve minuut, een minuut langer dan de toegestane 90 seconden. Latere tests werden wel binnen de 90 seconden voltooid, maar leidden tot meer verwondingen. Vooral de evacuatie van het bovendek bleek lastig. In plaats van de gangbare glijbanen moesten de vrijwilligers met een tuig aan een haspel afdalen.
Ook het taxiën met zo'n groot toestel vergde oefening. Boeing plaatste een model van de cockpit op het dak van een vrachtwagen zodat piloten alvast konden oefenen met taxiën.

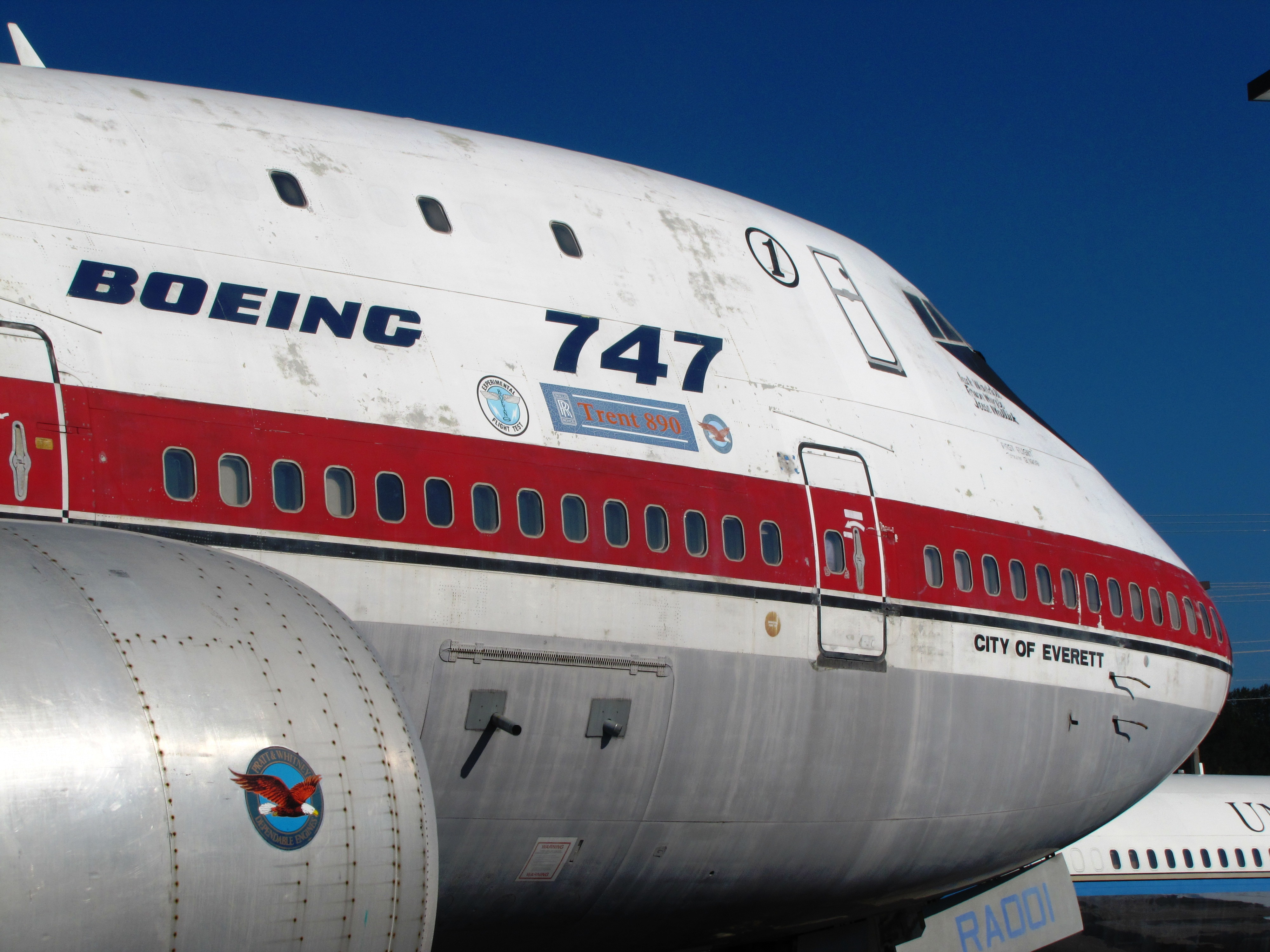
De City of Everett, het eerste testtoestel.

De eerste 747 rolde op 30 september 1968 uit de fabriek in Everett. De eerste testvlucht werd op 9 februari 1969 uitgevoerd. Ondanks een klein probleem met de vleugelkleppen was de test een groot succes. De 747 bleek grotendeels immuun voor dutch roll, een gevaarlijk fenomeen waar eerdere vliegtuigen met pijlvleugels veel last van hadden.
Bij latere tests bleek dat de vleugels onder bepaalde condities begonnen te trillen. Dit probleem werd gedeeltelijk opgelost door onderdelen van de vleugels stijver te maken. Om de ergste trillingen te onderdrukken plaatste men verarmd uranium bij de buitenste motoren. Dit leidde tot grote onrust na het neerstorten van zulke vliegtuigen, zoals bij de Bijlmerramp in Amsterdam.
Het testprogramma werd geplaagd door problemen met de JT9D-motoren. Deze problemen liepen uiteen van storingen in de motoren bij snelle acceleratie/deceleratie van het toerental tot verbuiging van de motorbehuizing na slechts een klein aantal vluchten. Gedurende enkele maanden vulde de fabriek zich met vliegtuigen, wachtende op de installatie van de motoren. Het programma liep nog meer vertraging op toen een van de vijf testvliegtuigen ernstig beschadigd raakte bij een mislukte landing. Niettemin stuurde Boeing in 1969 een testvliegtuig naar de Luchtvaartshow van Parijs, alwaar het grote publiek voor het eerst kennis kon maken met de 747.

### Ingebruikname

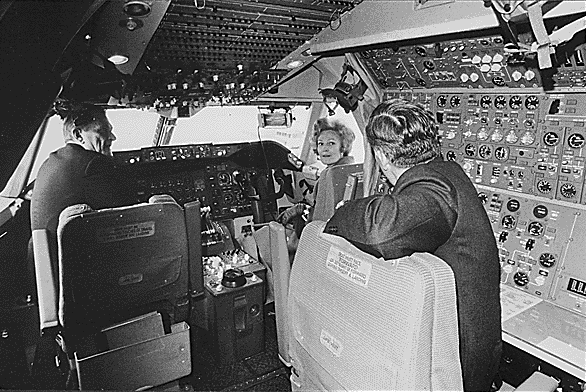
First Lady Pat Nixon bezoekt de cockpit bij de doop van de Clipper Victor op 15 januari 1970.

De primeur op het gebruik van de 747 had Pan Am. Op 15 januari 1970 doopte First Lady Pat Nixon Pan Ams eerste 747, de Clipper Victor. De eerste commerciële vlucht zou op de avond van 21 januari uit New York vertrekken. Doordat een motor kort voor vertrek oververhit raakte werd een vervangende 747 ingezet. Dit leidde tot meer dan zes uur vertraging, waardoor de vlucht pas op 22 januari vertrok.
Ondanks enkele problemen van technische aard verliep de introductie van de 747 over het algemeen soepel. De gevreesde problemen op vliegvelden vanwege de grootte van het toestel bleven uit. Om concurrerend te kunnen blijven, volgden andere luchtvaartmaatschappijen Pan Am al snel. Boeing schatte dat de helft van de kopers de 747 kocht vanwege zijn grote vliegbereik. De 747 had weliswaar de potentieel laagste operationele kosten per stoel, maar dan moest het toestel wel vol zitten. Wanneer slechts 70 procent van de stoelen bezet was, gebruikte de 747 meer dan 95 procent van de hoeveelheid brandstof van een volledig gevuld vliegtuig.
Boeing had zwaar te lijden onder een korte Amerikaanse recessie in 1969-1970. Gedurende anderhalf jaar werden maar twee 747's verkocht, terwijl er gedurende drie jaar geen enkele Amerikaanse koper was.

### Verbeterde varianten
Na het oorspronkelijke model, de 747-100, ontwierp Boeing de -100B met een hoger maximaal startgewicht en de -100SR met een groter aantal stoelen. Een hoger maximaal startgewicht zorgt er onder andere voor dat een vliegtuig meer brandstof kan meenemen en daardoor verder kan vliegen. Het -200-model volgde in 1971 en had krachtigere motoren en een nog hoger maximaal startgewicht. Van de -200 werden passagiers- en vrachtversies gebouwd, alsmede een combinatie van beide. De verkorte 747SP met een groter vliegbereik trad in 1976 in dienst.
De 747-familie werd in 1980 verder uitgebreid met de 747-300. De -300 had een verlengd bovendek, een hogere kruissnelheid en meer stoelen. Net als bij de -200 werden drie verschillende versies gemaakt.
In 1985 begon men met het ontwerpen van de 747-400. Deze variant kreeg een glazen cockpit, waardoor de boordwerktuigkundige overbodig werd. Daarnaast werd gekozen voor nieuwe motoren, lichtere materialen en een nieuw ontworpen interieur. Door het toepassen van nieuwe technologieën rezen de ontwikkelingskosten de pan uit en liep de productie vertraging op. De -400 kwam uiteindelijk in 1989 in dienst.

### Verdere ontwikkelingen
Op 14 november 2005 maakte Boeing bekend dat het aan de Boeing 747-8 werkte. Het toestel is 3,6 meter langer dan de -400 en kan 34 passagiers meer vervoeren. Daarnaast is het vliegbereik met 1.550 km vergroot tot 15.000 km. De laatste 747-400 werd in 2009 voltooid. De vrachtversie van de 747-8 maakte zijn eerste vlucht op 8 februari 2010. Cargolux nam in 2011 als eerste luchtvaartmaatschappij een 747-8 in ontvangst.
In juli 2020 werd bekend dat Boeing de productie van de 747-8 zal stopzetten in de loop van 2022. De laatste toestellen zullen onder andere geleverd worden aan UPS.

### Einde productie
Op 5 november 2022 werd bekend dat de assemblage en productielijn van de Boeing-747 in Seattle zou worden ontmanteld.
Het laatste toestel verliet de productielijn in Everett op dinsdag 6 december 2022 en werd op dinsdag 31 januari 2023 als vrachtvliegtuig afgeleverd aan de vrachtmaatschappij Atlas Air.
De 747 wordt vermoedelijk opgevolgd door de Boeing Y3.

## Varianten

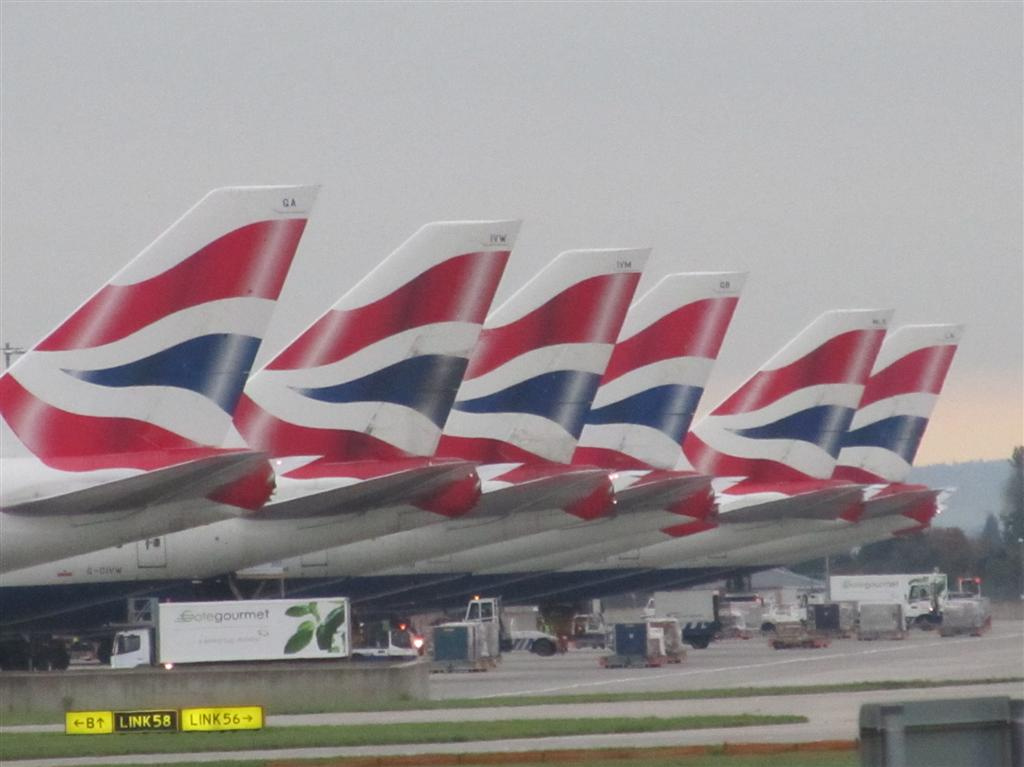
British Airways-Boeings 747-400.

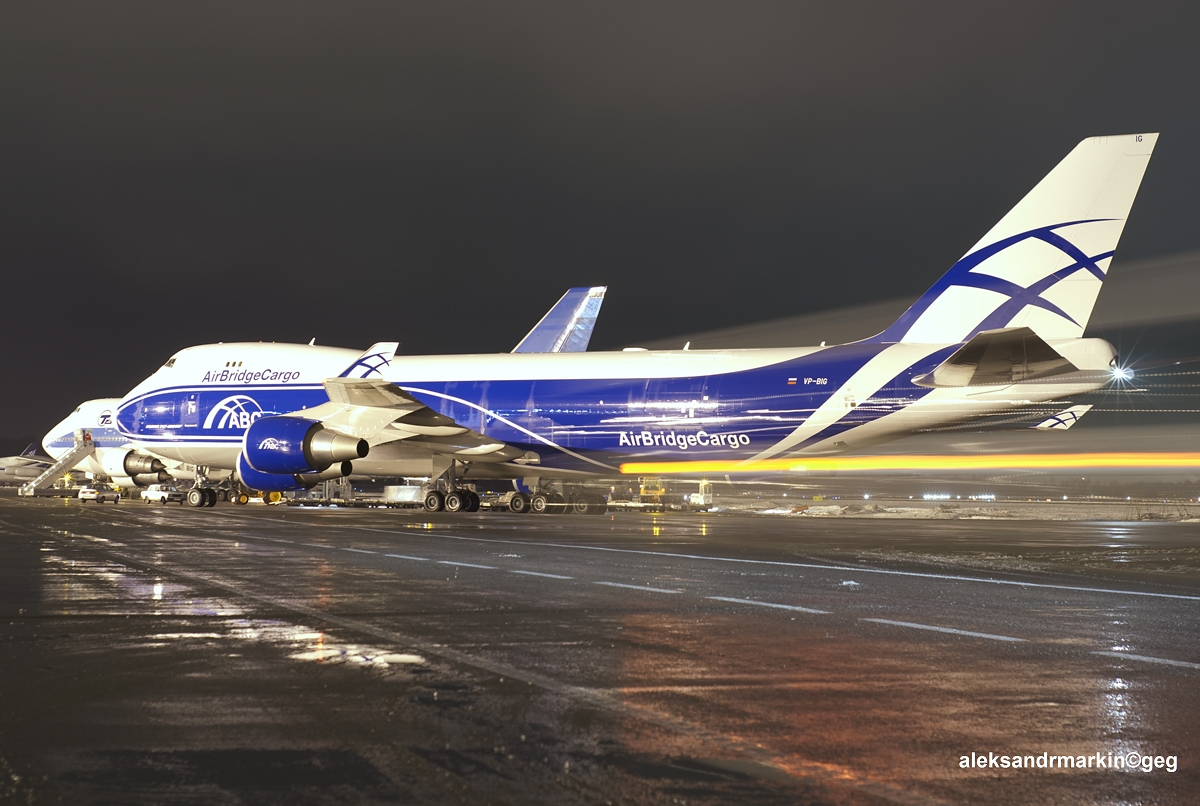
Een Boeing 747-400F van AirBridgeCargo op de luchthaven van Sjeremetjevo.

Van de 747 zijn speciale versies geproduceerd: de SP (een ingekorte versie van de 747); de Freighter (een volledige vrachtversie); de Convertible (gedeeltelijk of volledig vrachtvervoer met opklapbare neus), de "Combi" (een passagiersversie waarbij het achterste gedeelte (de E-sectie (7 pallet) of de D- en E-sectie (13 pallet)) kan worden gebruikt als afgescheiden vrachtruimte), de SF en de BCF (Boeing Converted Freighter, een tot vrachtversie verbouwde passagiersversie).
Er bestaan verschillende varianten van de Boeing 747. In chronologische volgorde zijn dat:
- 747-100-serie (1970)
  - Boeing 747-100 (oorspronkelijke korte bovendek)
  - Boeing 747-100B (versterkte romp)
  - Boeing 747-100SR (versterkt voor meer vliegbewegingen voor binnenlandse vluchten in Japan)
- 747-200-serie (vanaf 1971)
  - Boeing 747-200 (verbeterde versie met hoger maximumstartgewicht en verbeterd vliegbereik)
  - Boeing 747-200B (verder verbeterde versie van de 747-200)
  - Boeing 747-200F (vrachtversie, met opklapbare neus en vrachtdeur linksachter in de romp)
  - Boeing 747-200C (convertible, vracht- en/of passagiersvervoer, met opklapbare neus en vrachtdeur linksachter in romp)
  - Boeing 747-200M (combi, gecombineerd passagiers- en vrachtvervoer, vrachtdeur linksachter in de romp)
  - Boeing 747-200SUD (Stretched Upper Deck: bij ombouw aangebracht verlengd bovendek zoals de 747-300 en -400)
- 747SP (Special Performance; langeafstandsversie met kortere romp en vereenvoudigde vleugel; 1976)
- 747-300-serie (vanaf 1983)
  - Boeing 747-300 (verlengd bovendek en verbeterd vliegbereik)
  - Boeing 747-300M (combi, gecombineerd passagiers- en vrachtvervoer, vrachtdeur linksachter in de romp)
  - Boeing 747-300SR (versterkt voor meer vliegbewegingen voor binnenlandse vluchten in Japan)
- 747-400-serie (vanaf 1989)
  - Boeing 747-400 (all pax, verbeterde versie van de 747-300, met digitale cockpit, winglets en verbeterd vliegbereik)
  - Boeing 747-400M (combi, gecombineerd passagiers- en vrachtvervoer, vrachtdeur linksachter in de romp)
  - Boeing 747-400F (vrachtversie, overigens met het korte bovendek, opklapbare neus en vrachtdeur linksachter in de romp)
  - Boeing 747-400D (versterkt voor meer vliegbewegingen voor binnenlandse vluchten in Japan, zonder winglets; 568 passagiers)
  - Boeing 747-400ER (met ca. 850 km extra vliegbereik)
  - Boeing 747-400ERF (vrachtversie met extra vliegbereik, opklapbare neus en vrachtdeur linksachter in de romp)
  - Boeing 747-400BCF (gebruikte all-paxmodellen die zijn verbouwd tot volledig vrachtvliegtuig met alleen vrachtdeur linksachter in de romp)
- Boeing 747-8-serie (verlengde romp (5,6 m) en vernieuwde vleugel, kwam in 2011 op de markt)
  - Boeing 747-8I (Intercontinental, passagiersversie)
  - Boeing 747-8F (vrachtversie, met het korte bovendek, opklapbare neus en vrachtdeur linksachter in de romp)

Naast bovengenoemde reguliere varianten bestaan diverse speciale uitvoeringen. De bekendste daarvan is ongetwijfeld de Boeing VC-25A, beter bekend als Air Force One, het toestel voor het vervoer van de president van de Verenigde Staten. Verder bezit de NASA twee gemodificeerde 747's (Shuttle Carrier Aircraft) die boven op hun romp een spaceshuttle konden vervoeren.
De productie van de passagiersversie van de Boeing 747-400 stopte officieel op 15 maart 2007. Philippine Airlines annuleerde de bestelling van de laatste vier exemplaren van de 400-serie ten faveure van de 777-300ER. Het laatste toestel werd in april 2005 afgeleverd aan China Airlines. De productie van de 747 bestond daarna alleen nog uit de vrachtversie 747-400ERF die doorliep tot december 2009.
Medio 2011 begon Boeing met de aflevering van een nieuwe versie van de Boeing 747, de Boeing 747-8. Dit type vormde het antwoord van Boeing op de, overigens aanzienlijk grotere, Airbus A380. De nieuwe Boeing 747 kreeg een verlengde romp, kan een afstand van 15.000 km vliegen en is zuiniger dan de vorige 747's door toepassing van technologie uit de Boeing 787. De Boeing 747-8 maakte op 10 februari 2010 haar eerste vlucht en op 12 oktober 2011 volgde de eerste aflevering aan Cargolux. Het laatste van dit type toestel verliet de productielijn op dinsdag 6 december 2022 als vrachtvliegtuig voor de vrachtmaatschappij Atlas Air

### Large Freighter/Dreamlifter

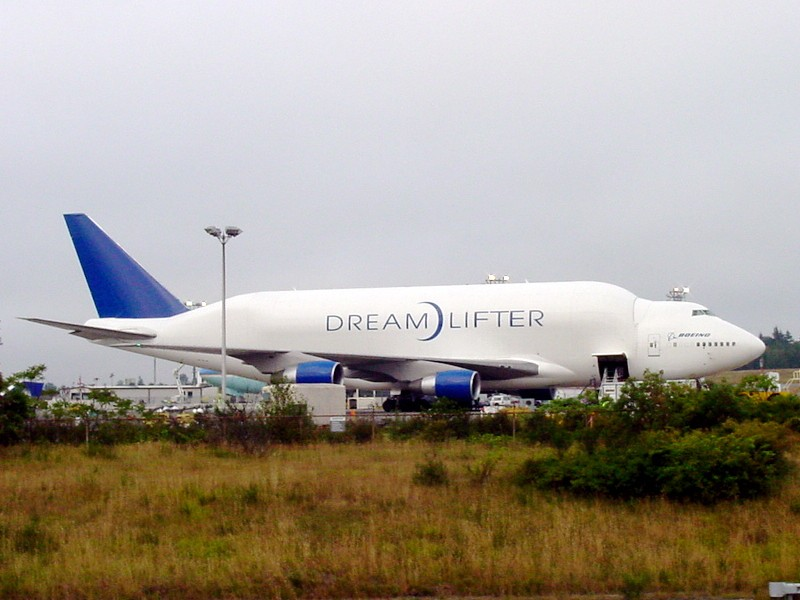
Boeing 747 Large Cargo Freighter

De Boeing 747 Large Cargo Freighter (LCF) of Dreamlifter is een omgebouwde 747-400 voor het vervoeren van grote vrachten. De romp werd zó verhoogd dat het toestel driemaal zoveel volume heeft als de B747-400F. Het vliegtuig wordt gezien als tegenhanger van de Airbus Beluga. De Beluga is namelijk een omgebouwde Airbus A300 die ook voor grote vrachten dient. De Dreamlifter is echter veel groter. De Dreamlifter is voorzien van een "swingtail". Dit betekent dat het achterste gedeelte van de romp opzij kan schuiven zodat de lading snel kan worden geladen en gelost. De Dreamlifter is niet te koop en wordt alleen gebruikt voor het vervoeren van romp- en vleugeldelen van de Boeing 787 Dreamliner. Tijdens de coronapandemie is de machine echter ook eenmalig ingezet voor het vervoer van gezichtsmaskers.

### Supertanker

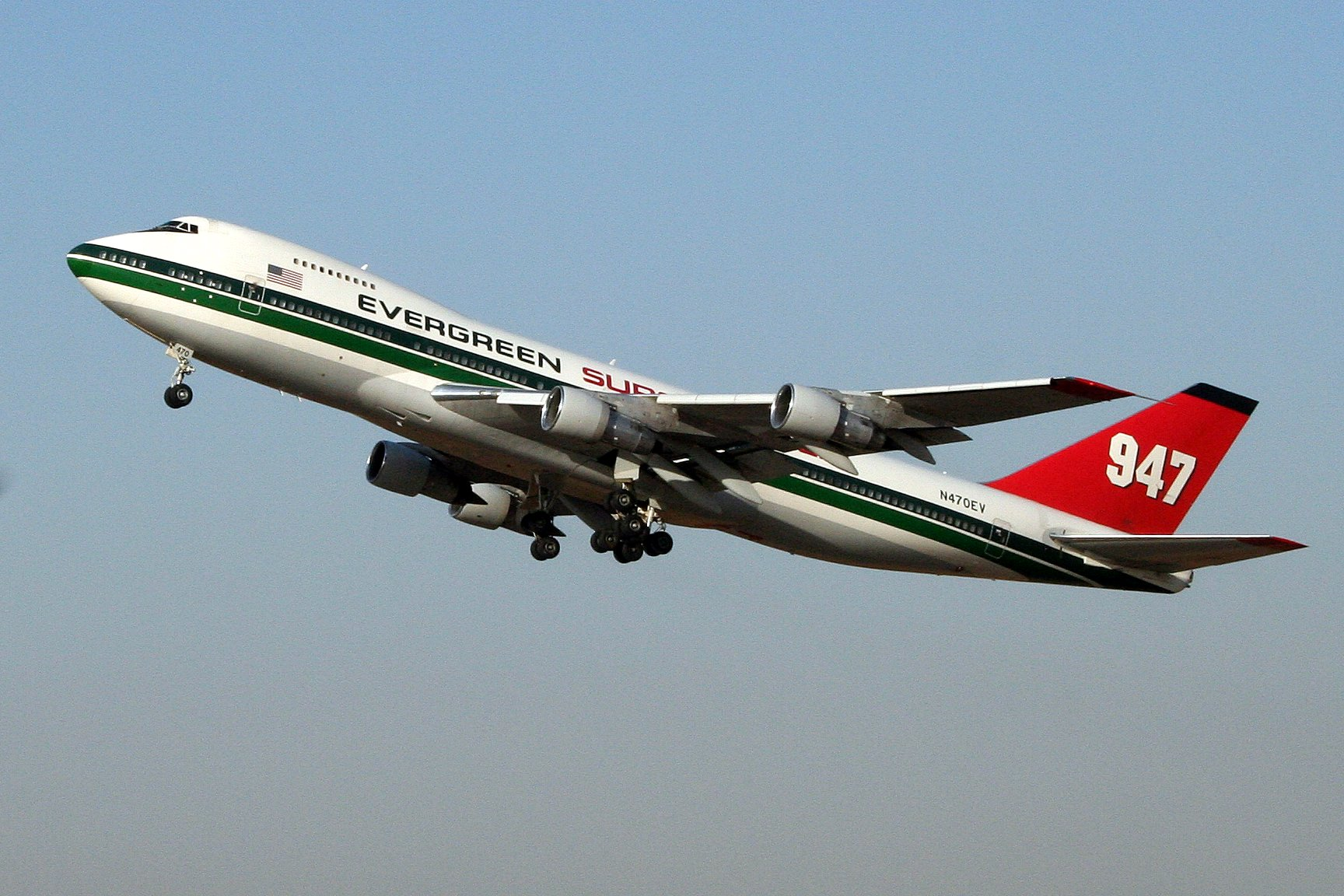
Evergreen Supertanker

De Evergreen Supertanker was een Boeing 747-200 die door Evergreen International Aviation omgebouwd was als brandblusvliegtuig. Het toestel had een capaciteit van 94.850 liter. Sinds (minimaal) 21 mei 2013 staat het vliegtuig op het vliegtuigkerkhof Pinal Airpark bij Marana, gepland om gesloopt te worden. Global Supertanker Service bouwde vervolgens een Boeing 747-400 om als brandblusvliegtuig. In het vliegtuig bevonden zich tanks die zo’n 72.000 liter water of brandvertragend middel konden bevatten. Het toestel kon door de hoge kruissnelheid (> 950 km/h) binnen viereneenhalf uur iedere brandhaard in Amerika bereiken en was binnen twintig uur overal ter wereld inzetbaar. De impact van de coronapandemie hield een financiële aanscherping in van het budget waardoor in 2021 het doek viel voor Global Supertanker Service.

### Bekende 747's

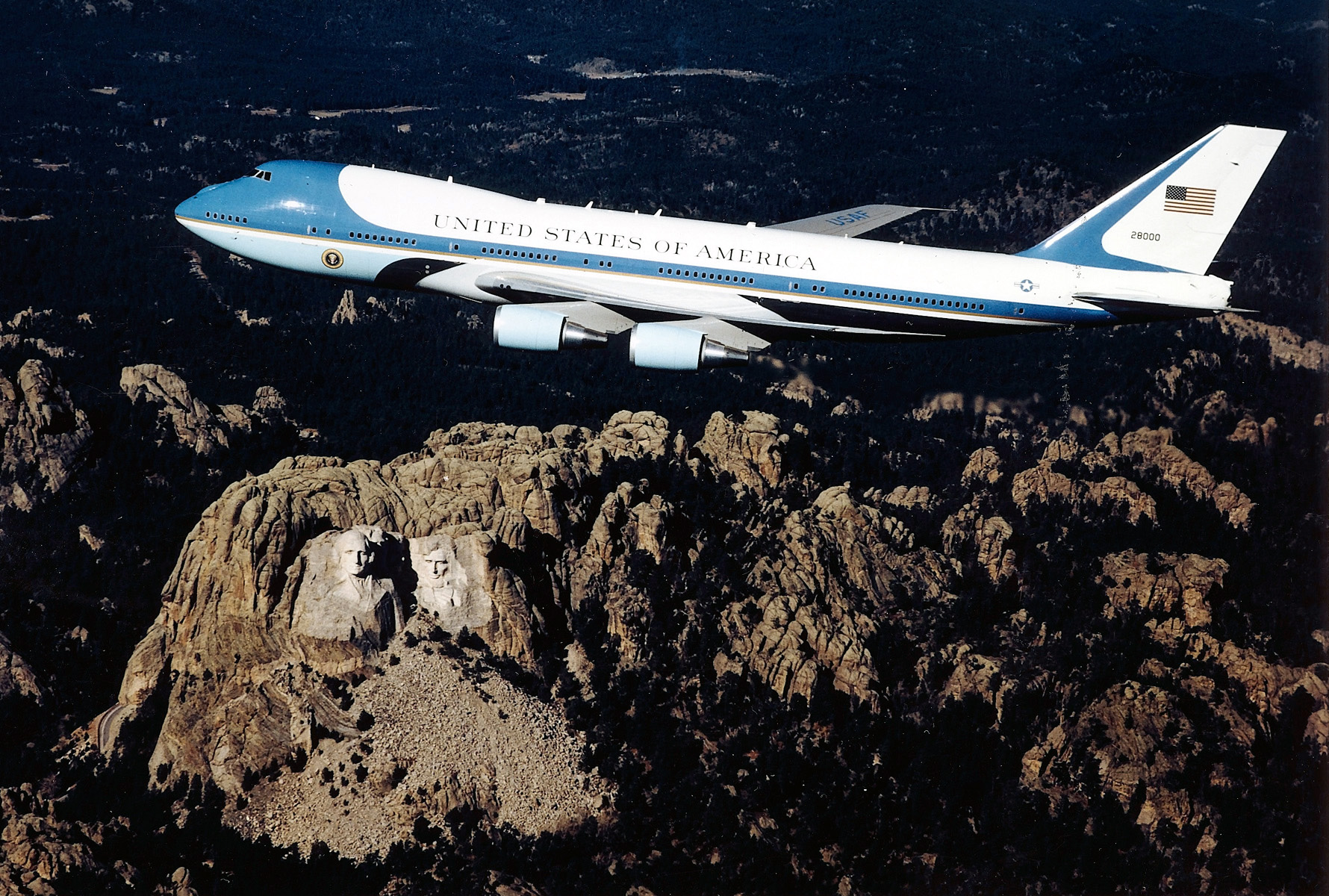
Boeing 747 Air Force One van de president van de Verenigde Staten.

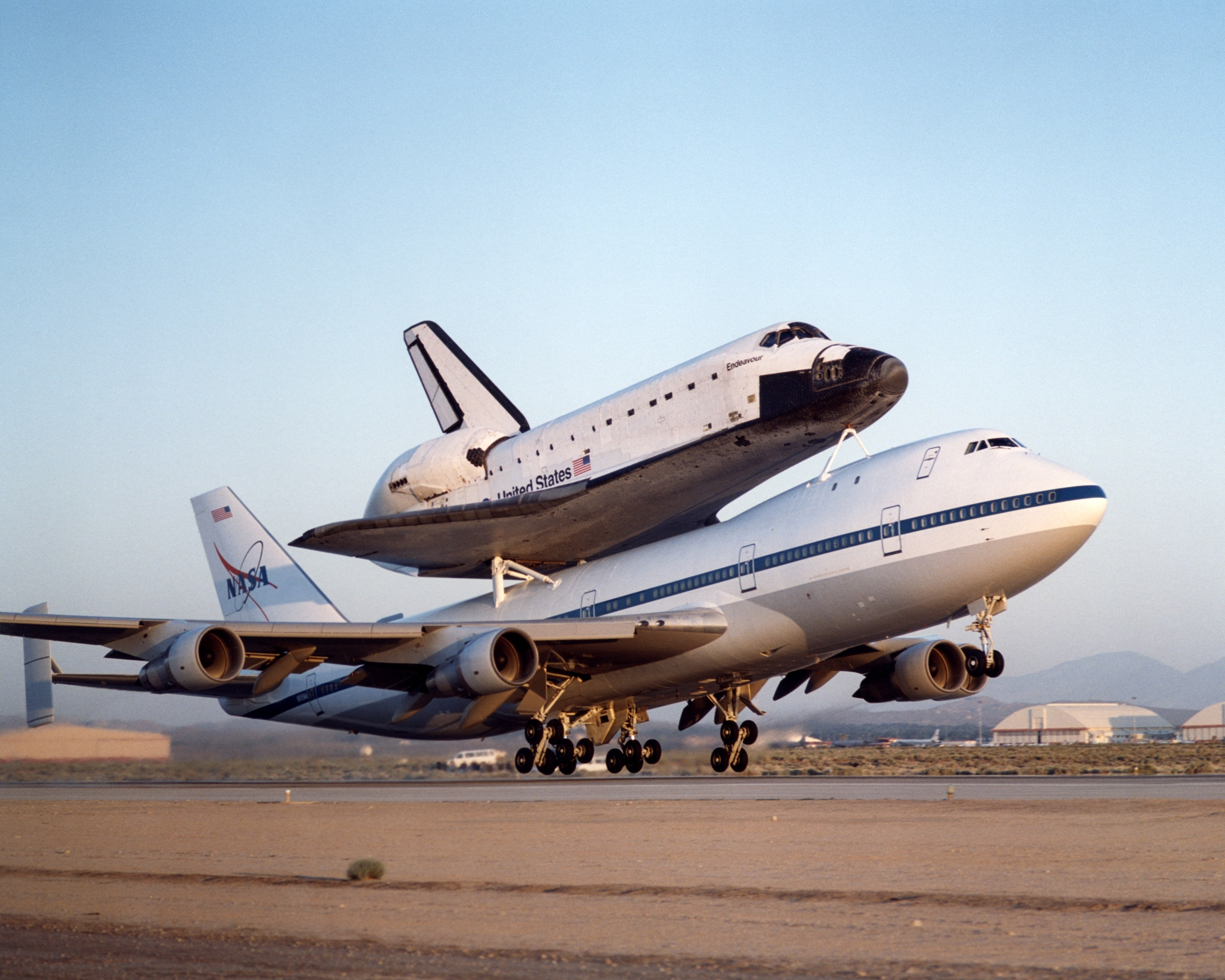
De spaceshuttle Endeavour op de rug van NASA's Boeing 747 Shuttle Carrier Aircraft. Foto: courtesy NASA.

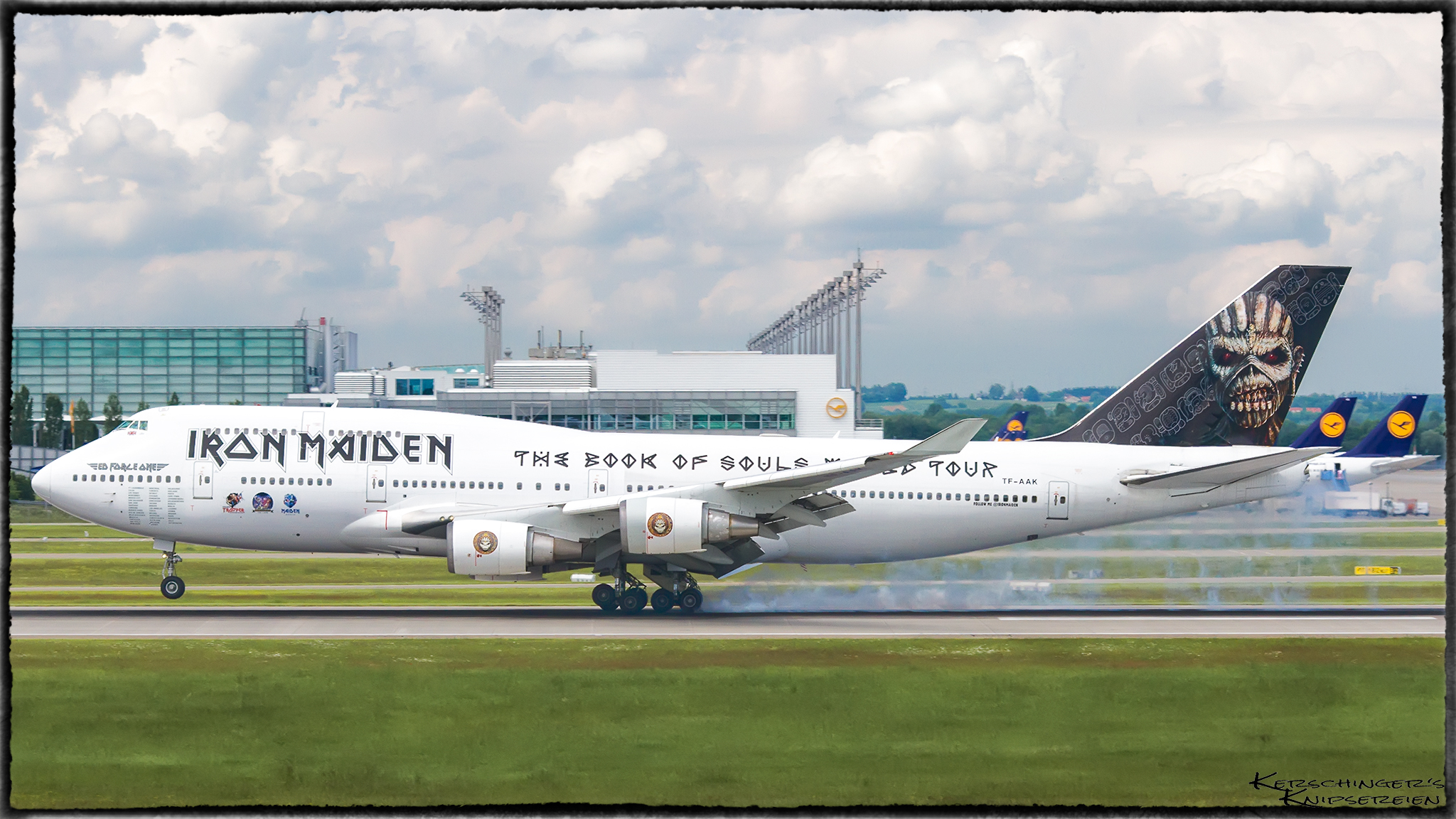
Ed Force One, Iron Maidens gecharterde Boeing 747-400

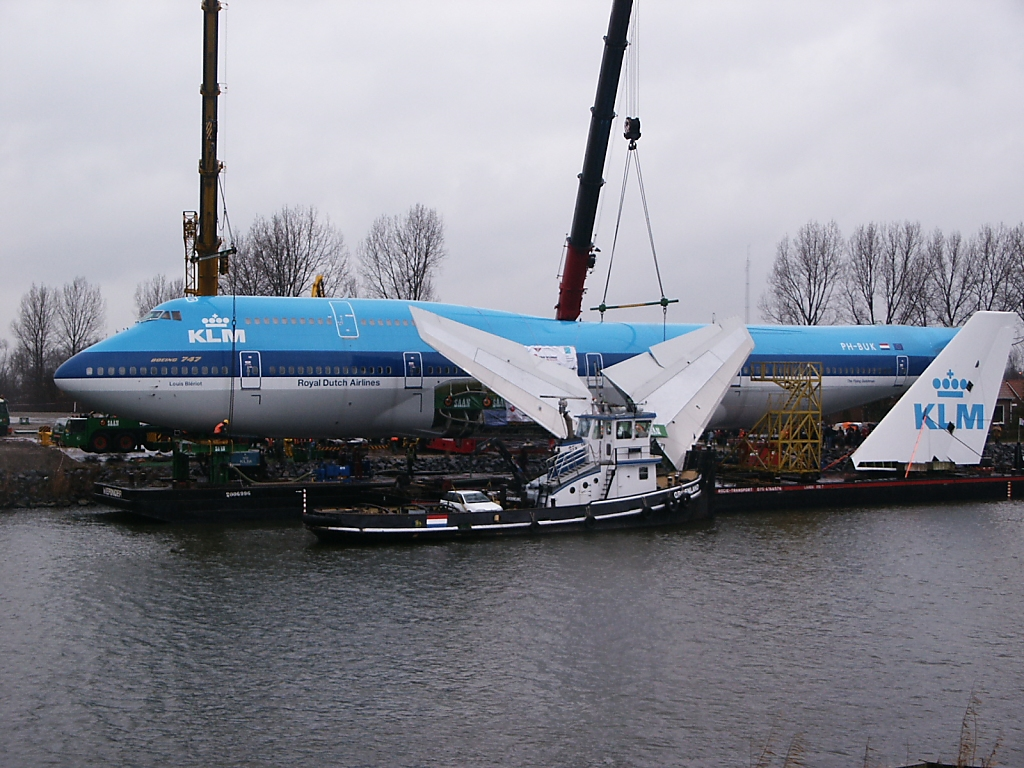
De PH-BUK in 2003 op transport over het water van Schiphol via Amsterdam naar het Aviodrome in Lelystad. De vleugels en staart worden los meegezonden.

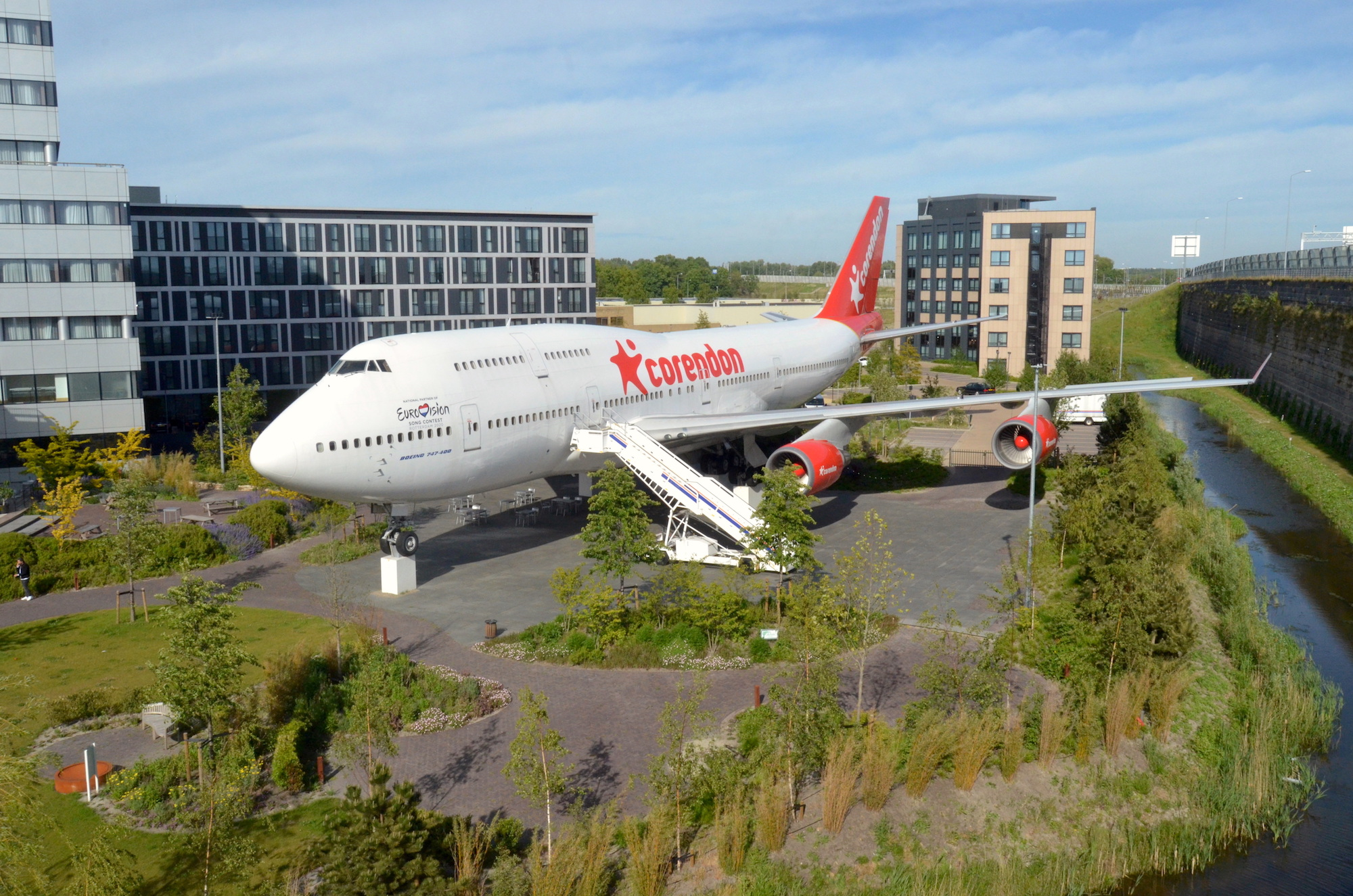
Corendon Boeing 747 PH-BFB te Badhoevedorp; 2020.

- City of Everett geregistreerd als N7470, de allereerste 747 ooit gebouwd. Het constructienummer is 20235, het lijnnummer RA001. Deze 747 staat bij het Museum of Flight op Boeing Field bij Seattle. Deze 747 is ook gebruikt als testvliegtuig voor de eerste generatie nieuwe motoren voor onder andere de 777.
- SAM 28000 en SAM 29000 (VC-25A). De huidige twee toestellen die vliegen in dienst van de Amerikaanse president (beter bekend als Air Force One).
- PH-BUK 'Louis Blériot'. De KLM verkocht deze 747-206M voor het symbolische bedrag van 1 euro aan het Aviodrome. Het toestel werd in 2003 op Schiphol ontdaan van motoren, vleugels, staart en stabilo om vervolgens over de weg en over het water via Amsterdam naar het Aviodrome in Lelystad te worden vervoerd en daar weer in elkaar te worden gezet.
- D-ABYM. Deze 747-230BM van Lufthansa staat op twee grote pilaren met een grote trap in het Duitse plaatsje Speyer. In het vrachtgedeelte is de vloer helemaal weggehaald zodat men ook in de kleinere ruimtes kan kijken.
- PH-BUF 'Rijn' en N736PA 'Clipper Victor'. Deze twee toestellen botsten tegen elkaar op het vliegveld van Tenerife op 27 maart 1977. De 'Clipper Victor' was tevens de eerste 747 die een commerciële vlucht maakte. Hij vloog in 1970 van New York naar Londen.
- Shuttle Carrier Aircraft. Twee toestellen (een 747-100 en een 747-100SR) die de gelande spaceshuttle van de landingsplaats terugbrachten naar het Kennedy Space Center. De N911NA staat tentoongesteld in het Joe Davies Heritage Airpark in Palmdale, Californië. De N905NA is te zien in het Space Center Houston met de mockup-shuttle Independence op de rug.
- G-BDXJ. Deze Boeing 747-200 staat op het vliegveld van Dunsfold, Engeland en is bekend geworden door de James Bondfilm Casino Royale uit 2006. Dit toestel komt nog regelmatig op tv, doordat het wordt gezien op de achtergrond van het populaire Britse autoprogramma Top Gear op het 'Top Gear-circuit'. Top Gear-presentator Jeremy Clarkson heeft in 2009 het toestel gebruikt om de trekkracht van een bepaald type auto te testen.
- SOFIA N747NA, een Boeing 747SP waarin een telescoop met een spiegeldiameter van 2,5 meter is gemonteerd. Vliegend op een hoogte van 12 km of meer kan men met de telescoop boven de verstorende invloed van de atmosfeer waarnemingen doen. Op 13 december 2022 maakte het vliegtuig de laatste vlucht van NASA’s Neil Armstrong Flight Research Center naar het PimaAir & Space Museum in Tucson, Arizona.
- Een in 2003 gebouwde 747-400 met vliegtuigregistratienummer TF-AAK, geleased van Air Atlanta Icelandic (voorheen gebruikt door Air France), werd gebruikt door de band Iron Maiden voor de Book of Souls World Tour. Bruce Dickinson, de zanger van de band, bestuurde ook het vliegtuig, dat de naam Ed Force One had gekregen. Eerder gebruikte de band een Boeing 757.[20] Inmiddels is de TF-AAK overgevlogen naar Cotswold, Kemble, om te worden ontmanteld.
- PH-BFB (City of Bangkok) Op 10 februari 2019 werd de op dat moment oudste Boeing 747-400 van de KLM in de tuin van Corendon Village Hotel in Badhoevedorp (het grootste hotel in de Benelux) geplaatst. Het toestel uit 1989 is na bijna dertig jaar dienst verkocht aan Corendon en is in drie nachten op een trailer met 192 wielen naar zijn nieuwe standplaats overgebracht. Het vliegtuig passeerde hierbij 17 sloten, 15 weilanden, meerdere bruggen en de snelweg A9. Op de nieuwe locatie krijgt het vliegtuig, in Corendon-kleuren, een bestemming als 'experience center'.[21][22][23]
- Cosmic Girl Bij het Amerikaanse ruimtevaartbedrijf Virgin Orbit dient deze Boeing 747-400 als lanceerplatform in de lucht voor draagraketten.

## Klanten
- KLM heeft zeventien Boeing 747-200 vliegtuigen in haar vloot gehad, waarvan tien "Combi's" en zeven "All Pax". Van het type 747-300 bezat de luchtvaartmaatschappij er drie, alle in combi-uitvoering. Van het type 747-400 maakten vijftien "Combi's" deel uit van de vloot naast zeven "All Pax". Van de vier 747-400 ERF "Full Freighter" bezit de maatschappij er nog drie die geleaset worden aan Martinair Cargo.
- Martinair vloog met drie 747-200's, twee 747-200C's en één 747-200F, en vervolgens met vier 747-400BCF's. De maatschappij least van KLM drie 747-400ERF's en heeft nog één 747-400BCF in eigen bezit.
- Sabena vloog met twee 747-300M's, de laatste van dat type die gebouwd werden, ter vervanging van twee oudere 747-100's. Ze zijn uit de vloot gehaald in 1999-2000.[24]
- ASL Airlines Belgium vliegt met vijf 747-400ERF's met een Belgische registratie.

De grootste gebruiker van de 747-400 was British Airways met 57 stuks in de vloot. Maar ook bij deze maatschappij is de Jumbo Jet geschiedenis.

## Culturele impact

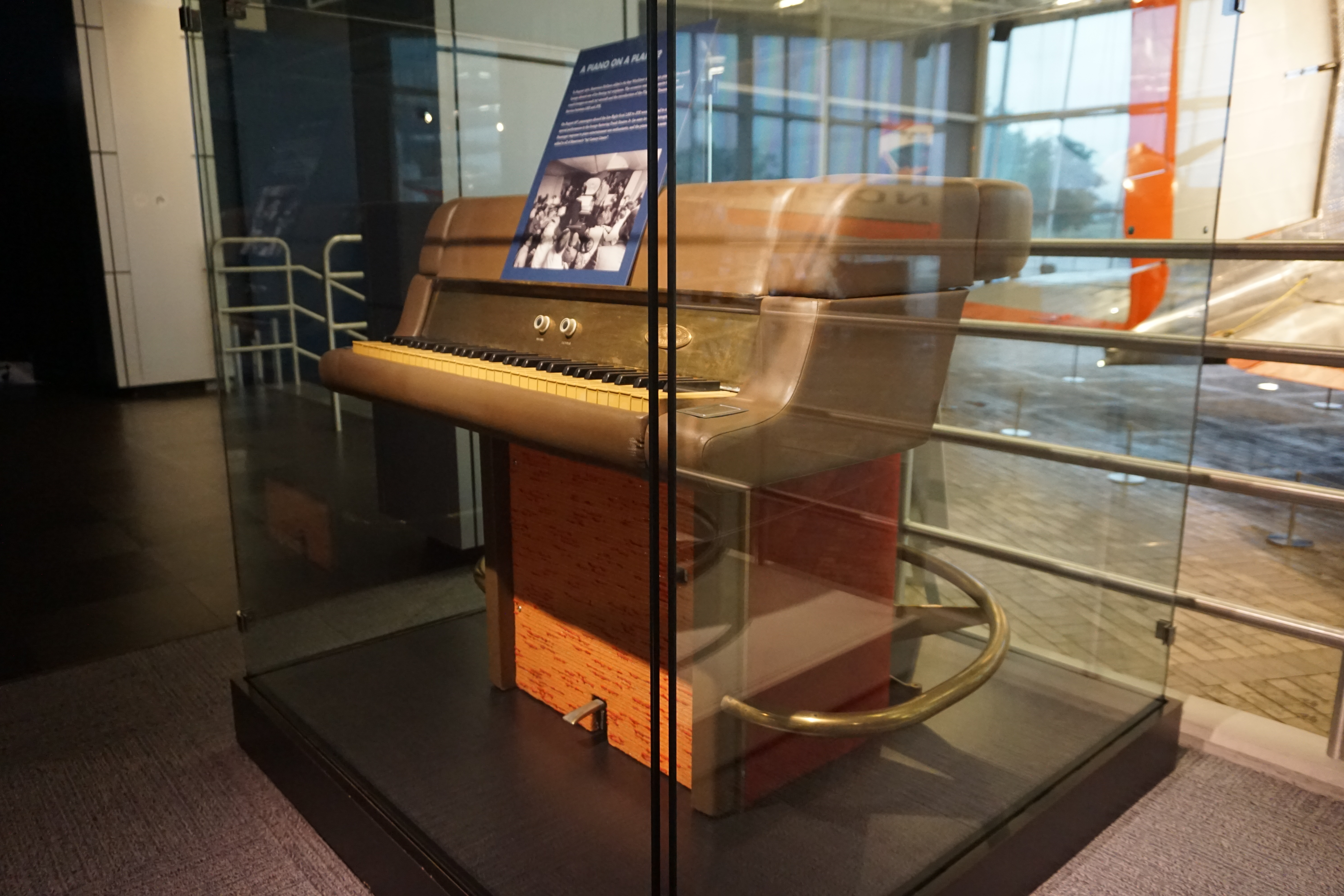
een Wurlitzer electronic piano uit 1971, die vroeger aanwezig was in de lounge van American Airlines 747 vliegtuigen

Na zijn introductie kreeg de 747 snel iconische status. Het toestel werd bekend als de Jumbo Jet, een term gemunt door de luchtvaartpers vanwege zijn afmetingen, en kreeg als bijnaam Queen of the Skies. Testpiloot David P. Davies omschreef het als "een hoogst indrukwekkend vliegtuig met een aantal zeer fijne kwaliteiten",:249.
De 747 verscheen in meer dan 300 films, is een van de meest vertoonde burgerluchtvaarttoestellen en wordt alom beschouwd als het meest iconische in de filmgeschiedenis.. Het kwam in beeld in rampenfilms zoals Airport 1975 en Airport '77, Air Force One, Die Hard 2 en Executive Decision.
Het getal 747 is vaak gebruikt als verwijzing naar de luchtvaart. Meerdere luchthavens hebben of hadden een buslijn met nummer 747, zoals Montréal, Edmonton en Edinburgh en voorheen ook Aberdeen (alsmede lijnen JET727 en 757). Meerdere luchtvaartmaatschappijen hebben een telefoonnummer met 747 erin, zoals KLM (020-4 747 747) of Air New Zealand (0800-767 747).

## Incidenten en ongevallen

Vergelijking van de grootte
Spruce Goose
Antonov An-225
Airbus A380
Boeing 747-8

Er vonden 124 ongevallen plaats met de Boeing 747.
Bij de grootste luchtvaartramp uit de geschiedenis, de vliegtuigramp van Tenerife in 1977, vond een botsing plaats tussen twee toestellen van dit type. Een van die twee toestellen was het toestel dat de eerste commerciële vlucht maakte, de Clipper Victor. Ook bij de Bijlmerramp was een Boeing 747 betrokken.
Andere ongevallen en incidenten:
- Japan Airlines-vlucht 123
- Lockerbie-aanslag
- TWA 800
- Korean Air-vlucht 801
- United Airlines-vlucht 811
- UPS Airlines-vlucht 6
- Suid-Afrikaanse Lugdiens-vlucht 295

## Specificaties
|                                       | 747-100                               | 747-200q                                 | 747-300                                    | 747-400 747-400ER                                         | 747-8I                |
| ------------------------------------- | ------------------------------------- | ---------------------------------------- | ------------------------------------------ | --------------------------------------------------------- | --------------------- |
| Cockpitbemanning                      | Drie                                  | Drie                                     | Drie                                       | Twee                                                      | Twee                  |
| Aantal stoelen                        | 452 (2 klassen) 366 (3 klassen)       | 452 (2 klassen) 366 (3 klassen)          | 452 (2 klassen) 366 (3 klassen)            | 524 (2 klassen) 416 (3 klassen)                           | 467 (3 klassen)       |
| Lengte                                | 70,6 m                                | 70,6 m                                   | 70,6 m                                     | 70,6 m                                                    | 76,4 m                |
| Spanwijdte                            | 59,6 m                                | 59,6 m                                   | 59,6 m                                     | 64,4 m                                                    | 68,5 m                |
| Hoogte                                | 19,3 m                                | 19,3 m                                   | 19,3 m                                     | 19,4 m                                                    | 19,4 m                |
| Leeggewicht                           | 162 400 kg                            | 174 000 kg                               | 178 100 kg                                 | 178 756 kg ER: 184 600 kg                                 | 185 972 kg            |
| Maximum startgewicht                  | 333 400 kg                            | 377 842 kg                               | 377 842 kg                                 | 396 890 kg ER: 412 775 kg                                 | 442 250 kg            |
| Kruissnelheid op 10 670 m             | Mach 0,84 (895 km/h)                  | Mach 0,84 (895 km/h)                     | Mach 0,84 (895 km/h)                       | Mach 0,85 (913 km/h) ER: Mach 0,855 (918 km/h)            | Mach 0,855 (918 km/h) |
| Maximumsnelheid                       | Mach 0,89 (945 km/h)                  | Mach 0,89 (945 km/h)                     | Mach 0,89 (945 km/h)                       | Mach 0,92 (977 km/h)                                      |                       |
| Startbaanlengte bij max. startgewicht | 3190 m                                | 3190 m                                   | 3320 m                                     | 3018 m ER:3090 m                                          | 3090 m                |
| Bereik (volledig beladen)             | 9800 km                               | 12 700 km                                | 12 400 km                                  | 13 450 km ER: 14 205 km                                   | 14 815 km             |
| Max. brandstof                        | 183 380 l                             | 199 158 l                                | 199 158 l                                  | 216 840 l ER: 241 140 l                                   | 243 120 l             |
| Motoren (× 4)                         | PW JT9D-7A GE CF6-50A2 RR RB211-524B2 | PW JT9D-7R4G2 GE CF6-50E2 RR RB211-524D4 | PW JT9D-7R4G2 GE CF6-80C2B1 RR RB211-524D4 | PW 4062 GE CF6-80C2B5F RR RB211-524G/H ER: GE CF6-80C2B5F | GEnx-2B67             |
| Stuwkracht (per motor)                | PW 207 kN GE 207 kN RR 223 kN         | PW 244 kN GE 234 kN RR 236 kN            | PW 244 kN GE 247 kN RR 236 kN              | PW 282 kN GE 276 kN RR 265/270 kN ER: GE 276 kN           | 296 kN                |

Bron: 747 specifications 747 airport report